# Aloe striatula
Aloe striatula és una espècie de planta de la família de les asfodelàcies, endèmica de la província del Cap (Sud-àfrica). És una planta crassa que es troba a vessants rocosos de zones àrides properes a la costa i a zones interiors.